# Palaeoplethodon
Palaeoplethodon – rodzaj wymarłych płazów ogoniastych z rodziny bezpłucnikowatych (Plethodontidae), obejmujący jeden znany gatunek – Palaeoplethodon hispaniolae. Skamieniałość tego płaza została odnaleziona w bursztynie dominikańskim.

## Materiał kopalny
Holotypem (a zarazem jedynym znanym okazem) jest okaz AM-3-15. Była to pierwsza odkryta skamieniałość salamandry w bursztynie oraz pierwsza niekwestionowana salamandra z Karaibów. Okaz jest prawie kompletny – brakuje tylko lewej kończyny przedniej, która prawdopodobnie została oderwana od reszty ciała przez jakiegoś drapieżnika (pozostała jedynie część kości ramiennej i tkanki) oraz końcówki prawej kończyny tylnej (która została przypadkowo usunięta podczas preparacji okazu). Bazując na niewielkim rozmiarze tego okazu (całkowita długość wynosi 19 mm) i niewielkim skostnieniu jego szkieletu, został on uznany za larwę.
Wiek bursztynu z Dominikany jest niejasny – najmłodsze proponowane datowania wskazują na 20–15 milionów lat, a najstarsze na 45–30 milionów lat. 

## Budowa i paleobiologia

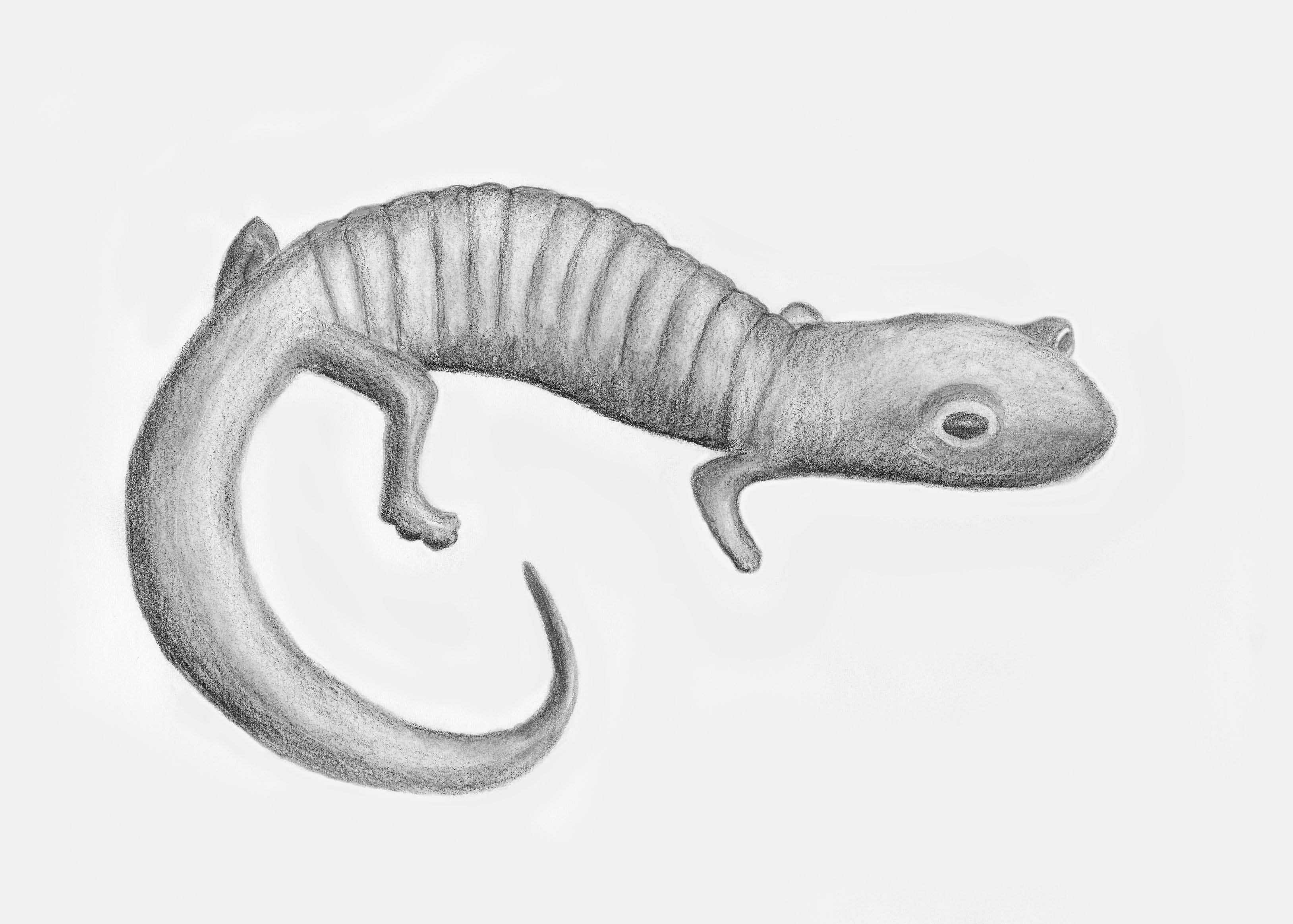
Rekonstrukcja Palaeoplethodon

Palaeoplethodon różni się od innych znanych gatunków salamander obecnością długich kończyn tylnych (są prawie 2 razy dłuższe od kończyn przednich), całkiem zaokrąglonymi stopami kończyn przednich i wydłużonymi stopami kończyn tylnych ściśle i mocno połączonymi błoną. Palce kończyny przedniej są niewidoczne (choć występują paliczki) – nie wiadomo, czy jest to cecha pedomorficzna.
Prawdopodobnie był to gatunek nadrzewny, związany z bromeliowatymi (podobnie jak inne neotropikalne bezpłucnikowate).

## Klasyfikacja
Palaeoplethodon został uznany za przedstawiciela rodziny bezpłucnikowatych. Według przeprowadzonej analizy filogenetycznej stanowił on wczesne odgałęzienie plemienia Bolitoglossini. 
Przodkowie Palaeoplethodon mogli dostać się na Dominikanę poprzez Antyle. W późnej kredzie lub w paleogenie Antyle stykały się jeszcze z Ameryką Północną i Południową, później odłączyły się od Ameryk i przemieściły się ku Karaibom. Innym możliwym scenariuszem jest dostanie się tych płazów dzięki obiektom dryfującym na wodzie. Wyginięcie Palaeoplethodon mogło być spowodowane pogorszeniem się warunków klimatycznych – od eocenu do miocenu miały miejsce okresy ochłodzenia i/lub osuszenia klimatu, które były związane z licznymi epizodami wymierań w obu Amerykach.

## Etymologia
Nazwa rodzajowa została utworzona ze słów Paleo (z gr. „dawne”) i Plethodontidae (nazwa rodziny, do której należy ten rodzaj). Nazwa gatunkowa odnosi się do miejsca odkrycia holotypu (wyspy Haiti).